# La Zone d'intérêt (roman)
Cet article concerne le roman. Pour le film, voir La Zone d'intérêt.
La Zone d'intérêt (The Zone of Interest) est le quatorzième roman britannique de l'écrivain Martin Amis, publié le 28 août 2014 chez Jonathan Cape. En France, il est paru le 19 août 2015 chez Calmann-Lévy.
L'histoire se déroule à Auschwitz, où un officier nazi est tombé amoureux de la femme du commandant du camp, et alterne les points de vue de trois narrateurs : Le premier, Angelus Thomsen, est officier ; vient ensuite Paul Doll, le commandant ; et enfin Szmul Zacharias, un Sonderkommando juif.

## Résumé
L'histoire s'ouvre sur la première vision qu'a Thomsen d'Hannah Doll, épouse de Paul Doll, le commandant du camp en août 1942 (une version romancée de Rudolf Höss). Thomsen est immédiatement intrigué et initie quelques rencontres avec Hannah. Leur relation devient plus intime avec le temps, cependant elle demeure insatisfaite. Malgré leurs tentatives de discrétion, Paul Doll émet peu à peu des soupçons quant aux deux personnages. Il charge alors un des prisonniers du camp de suivre Hannah. Celui-ci l'informe effectivement qu'ils ont bien procédé à deux échanges de lettres. Après avoir espionné Hannah dans la salle de bain (fidèle à son habitude), Paul, excité, l'observe discrètement lire la lettre de son amant, puis il détruit la lettre. À partir de ce moment-là, sa femme devient de plus en plus méprisante à son égard, le narguant vicieusement en privé et l'embarrassant en public. Paul décide d'assigner Szmul, membre de longue date du Sonderkommando, au meurtre de sa femme. Il le fait en menaçant de capturer la femme de Szmul, Shulamith. Le meurtre devrait avoir lieu le 30 avril 1943, à la Nuit de Walpurgis.
Le récit procède ensuite à une ellipse de quelques années, jusqu'aux conséquences de l'histoire. En septembre 1948, Thomsen tente de retrouver Hannah, disparue. Il la retrouve à Rosenheim, où elle a rencontré son mari. On lui raconte ce qui s'est passé à la Nuit de Walpurgis : au moment où Szmul était censé assassiner Hannah, il a pointé l'arme sur lui-même et lui a révélé la vérité. Paul Doll lui a ensuite tiré dessus avant qu'il ne puisse se suicider. Thomsen demande à Hannah s'ils peuvent encore se rencontrer. Elle lui raconte que dans le camp de concentration, il était pour elle une figure de sanité d'esprit et de décence. Dans la sphère privée, elle ne voyait en lui plus qu'un rappel de la folie de sa vie passée. Thomsen se retire et finit par la quitter par désespoir.

## Sujets abordés et structure
Six chapitres et un épilogue constituent le roman. Chacun des six chapitres comporte trois sections : la première est racontée par Thomsen, la seconde par Paul Doll et la troisième par Szmul. Thomsen est le narrateur de chacune des trois sections de l'épilogue nommé Aftermath. Ces trois parties sont consacrées à une femme, respectivement Esther, puis Gerda Bormann et enfin Hannah Doll.
Les styles et les manières des trois narrateurs diffèrent considérablement. Thomsen est le protagoniste du roman, la plupart du temps indifférent aux crimes du camp jusqu'à ce qu'il tombe amoureux d'Hannah Doll. Sa narration est la plus raisonnable des trois. Le style de Paul Doll est plus excentrique et délirant que celui de Thomsen. Il se consacre avec zèle à l’effort de génocide nazi et fait preuve d’une indifférence terrifiante face aux horreurs des camps de concentration. Son instabilité croissante est amplifiée lorsque, au cours de ses ruminations, il insiste sur le fait qu'il est un homme parfaitement normal, agissant comme n'importe quel autre homme. Alors que la défaite allemande devient imminente et affecte le moral de tous ceux qui l'entourent, Doll fait une évaluation absurdement détachée des conséquences de la guerre. Des trois, Szmul est le plus obscur, et sa narration sert de petit épilogue à chaque chapitre. Son ton est sépulcral et la plupart de ses pensées consistent en une réflexion incrédule sur ses actions.

## Accueil critique
Les critiques ont été majoritairement positives,,,. Certaines sont allées jusqu'à le qualifier de "meilleur roman d'Amis en 25 ans", surpassant le très acclamé London Fields, Joyce Carol Oates, écrivant pour The New Yorker, a ainsi décrit le roman comme « un recueil d'épiphanies, d'anecdotes consternées et d'histoire radicalement condensée », avec Amis « à son meilleur en tant que vivisectionniste satirique avec un œil froid et un scalpel inébranlable ». ". Un critique du Washington Post a fait l'éloge du talent singulier d'Amis pour les mots et a salué la narration du personnage Paul Doll comme "une performance comique magistrale".
Une critique à l'égard du roman mentionnait notamment son intrigue décevante à certains égards et la trame de l'érotisme hors-propos.

## Prix littéraire
- Prix Walter Scott 2015, liste restreinte [8].

## Adaptation cinématographique
Jonathan Glazer a adapté le livre en un long métrage homonyme. La première de La zone d'intérêt a eu lieu en 2023. Le film a par la suite remporté des prix dans de nombreux festivals, dont le Grand Prix de Cannes, le César du meilleur film étranger, et a été nommé pour cinq Oscars, dont celui du meilleur film.